# Sierra de los Tuxtlas
La Sierra de los Tuxtlas («Monti Tuxtla») è una catena montuosa vulcanica isolata e relativamente piccola situata presso la costa messicana che si affaccia sul golfo del Messico. La parola nahuatl Tuxtla deriva dall'azteco Tochtlan, che significa «luogo dei conigli». Proprio un coniglio campeggia al centro dello stemma di San Andrés Tuxtla.

## Geografia
La catena montuosa si estende nello stato messicano di Veracruz, lungo la costa del golfo del Messico, a circa 18° di latitudine nord. I vulcani Santa Marta e San Martín Tuxtla superano entrambi i 1700 m di altitudine. Quest'ultimo è un vulcano a scudo la cui cima misura un chilometro di diametro, ed è l'unico vulcano della catena montuosa di cui sono state registrate eruzioni in epoche recenti (nel 1664 e nel 1793). Tra i vulcani più piccoli della Sierra de los Tuxtlas vi sono il San Martin Pajapan (1160 m) e il Cerro El Vigía (1074 m). Sparsi un po' su tutta la catena montuosa si trovano anche numerosi piccoli coni di cenere. I vulcani della Sierra de los Tuxtlas si trovano a ben 250 km di distanza dalla Fascia Vulcanica Trasversale e a circa 330 km dall'Arco Vulcanico dell'America Centrale.

## Ecoregione
La Sierra de los Tuxtlas è riconosciuta come ecoregione terrestre secondo la definizione del WWF dell'ecozona neotropicale (codice ecoregione: NT0161). Appartiene al bioma delle foreste pluviali di latifoglie tropicali e subtropicali dell'ecozona neotropicale. L'ecoregione, che ricopre un'area di circa 3900 km², comprende una delle porzioni intatte di foresta umida più grandi del Messico. Qui gli scienziati hanno registrato 943 specie di piante, 80 felci, 1272 insetti, 122 rettili e anfibi, 561 uccelli e 128 mammiferi. Molte specie di piante e di animali sono endemiche del Messico o addirittura di questa ecoregione. La maggior parte delle specie di rettili e di anfibi vivono unicamente in piccole aree isolate di foresta montana. La regione vanta la più alta diversità di uccelli del Messico in termini di superficie comparabile. Essa costituisce inoltre un rifugio per molte specie rare e minacciate di estinzione che sono scomparse da altre aree del Messico, tra cui 19 mammiferi in pericolo. L'ecoregione è costituita da sette vulcani e da un'intera varietà di laghi, lagune e aree paludose. È la seconda area più umida del Messico: ogni anno, specialmente d'estate, riceve 4700 mm di pioggia.

### Flora
La parte più elevata dei vulcani Santa Marta e San Martín Tuxtla è ricoperta da una fitta foresta umida neotropicale, mentre le parti inferiori sono ricoperte da pascoli stentati. Nelle foreste crescono palme, felci, orchidee, bromelie e una straordinaria varietà di funghi.

### Fauna
Dal magnifico giaguaro (Panthera onca) che nella giungla tende agguati ai pecari labiati (Tayassu pecari) e ai tapiri, al pipistrello fantasma settentrionale (Diclidurus albus) che solca il cielo notturno in cerca di insetti, questa ecoregione pullula di vita. Oltre al giaguaro, qui sono presenti altre specie in pericolo di estinzione come l'ocelot (Leopardus pardalis), il taira (Eira barbara), lo yaguarondi (Herpailurus yagouaroundi) e il tapiro di Baird (Tapirus bairdii). Tra le specie endemiche figurano la tortora quaglia di Tuxtla (Zentrygon carrikeri), lo sciabolatore codalunga (Campylopterus excellens) e lo scricciolo di Nava (Hylorchilus navai). L'eufonia dorsoliva (Euphonia gouldi) costruisce nidi pendenti sugli alberi. In queste foreste svernano inoltre molti passeriformi migratori.

## Popolazione
Dalla Sierra de los Tuxtlas gli Olmechi estraevano quelle pietre di basalto sferiche da cui sono state ricavate le teste colossali di La Venta, San Lorenzo Tenochtitlán e Tres Zapotes. Mentre gli altri due centri olmechi erano già scomparsi da secoli, Tres Zapotes venne abitato ininterrottamente fino al 1000 d.C. circa. Verso la metà del XV secolo la regione entrò a far parte della zona di influenza degli Aztechi; intorno al 1520-25 vi giunsero i conquistadores spagnoli, che fondarono città come Santiago Tuxtla e San Andrés Tuxtla, che appartenevano al dominio personale di Hernán Cortés, proclamatosi Marqués del Valle de Oaxaca.

## Conservazione
Nonostante quella di los Tuxtlas sia una delle foreste umide più studiate e meglio conosciute del Messico, nel corso degli ultimi 30 anni la sua superficie è diminuita di quasi il 90% a causa della deforestazione. Se l'attuale tasso di deforestazione annuo del 4,3% continuerà, entro pochi anni rimarrà solamente una superficie pari al 9% di quella originaria, e si teme che possa scomparire più della metà delle specie che abitano questa regione. Sfortunatamente, le foreste sono state distrutte ad un ritmo allarmante per fare spazio a terreni agricoli e strade, e le comunità locali continuano a estrarre pappagalli, uova di colibrì e altri animali selvatici dalle foreste. Tre specie di uccelli - l'avvoltoio re (Sarcoramphus papa), l'arpia (Harpia harpyja) e l'ara scarlatta (Ara macao) - sono già scomparse da los Tuxtlas. Parte dell'ecoregione ricade entro i confini della riserva della biosfera di los Tuxtlas.